# Schagern
Schagern ist eine Bauerschaft der Stadt Horstmar im Kreis Steinfurt im Nordwesten von Nordrhein-Westfalen.

## Geografie und Verkehrsanbindung
Schagern liegt westlich des Kernortes Horstmar an der Kreisstraße K 62. Die Landesstraße L 579 verläuft nordöstlich und die L 580 südöstlich. 

## Kultur und Sehenswürdigkeiten
In der Liste der Baudenkmäler in Horstmar sind für Schagern fünf Baudenkmäler aufgeführt.